# 雲林縣私立正心高級中學
雲林縣私立正心高級中學為一所完全中學，位於中華民國雲林縣斗六市，與同在雲林縣境內的永年中學和文生中學兩校皆為天主教嘉義教區所屬，正心中學兼具國中部與高中部。

## 歷史
1961年創校於臺灣雲林縣斗六市郊雲林溪畔，當時的斗六鎮鎮長吳開興及鎮公所秘書葉世珍等地方人士向天主教嘉義教區的牛會卿主教爭取在斗六設校，牛會卿乃指派郭藩副主教及服務於斗六玫瑰天主堂的方懷正神父等人向羅馬教廷及國外教區募款籌備建校事宜。1961年4月董事會成立，1961年8月教育部正式立案，招收第一屆初中新生。1968年7月增辦高中部。

## 學校命名
「正心」兩個字來自大學八條目中：「格物、致知、誠意、正心、修身、齊家、治國、平天下」。
「正心」的發音又近於「聖心」。象徵耶穌基督的「神聖愛心」以及聖母瑪利亞的「慈母愛心」兩個聖心，所以正心中學的英文校名為“Sacred Hearts High School”。選定12月8日聖母無染原罪慶日為正心的校慶日。

## 歷任校長
| 任 | 姓名   | 任期          | 備註 |
| -- | ------ | ------------- | --- |
| 1  | 郭藩   | 1961.8~1971.7 | 湖南省衡陽縣人，宗教教育家。曾任教授、靜宜文理學院院長、靜宜大學校長。                                                                     |
| 2  | 吳友梅 | 1971.8~1997.9 | 任內27年奠定學校辦學基礎及舉辦各項活動。任內為因應當時雲林縣第一屆鎮西國小音樂班升學需要而創立音樂班。                                     |
| 3  | 陳憲一 | 1997.9~2006.7 | 卸任校長後，轉任嘉義市輔仁中學校長，已退休。                                                                                               |
| 4  | 丁振源 | 2006.8~2016.7 | 104學年度退休，於2016年8月15日舉行交接典禮。正心創校55年來首位非教友校長，在各校爭設資優班時取消「數理資優班」，提出「班班皆資優」的理念。 |
| 5  | 林佳慧 | 2016.8~       | 105學年度接任，於2016年8月15日舉行交接典禮，為正心最年輕的校長。                                                                           |

## 圖片

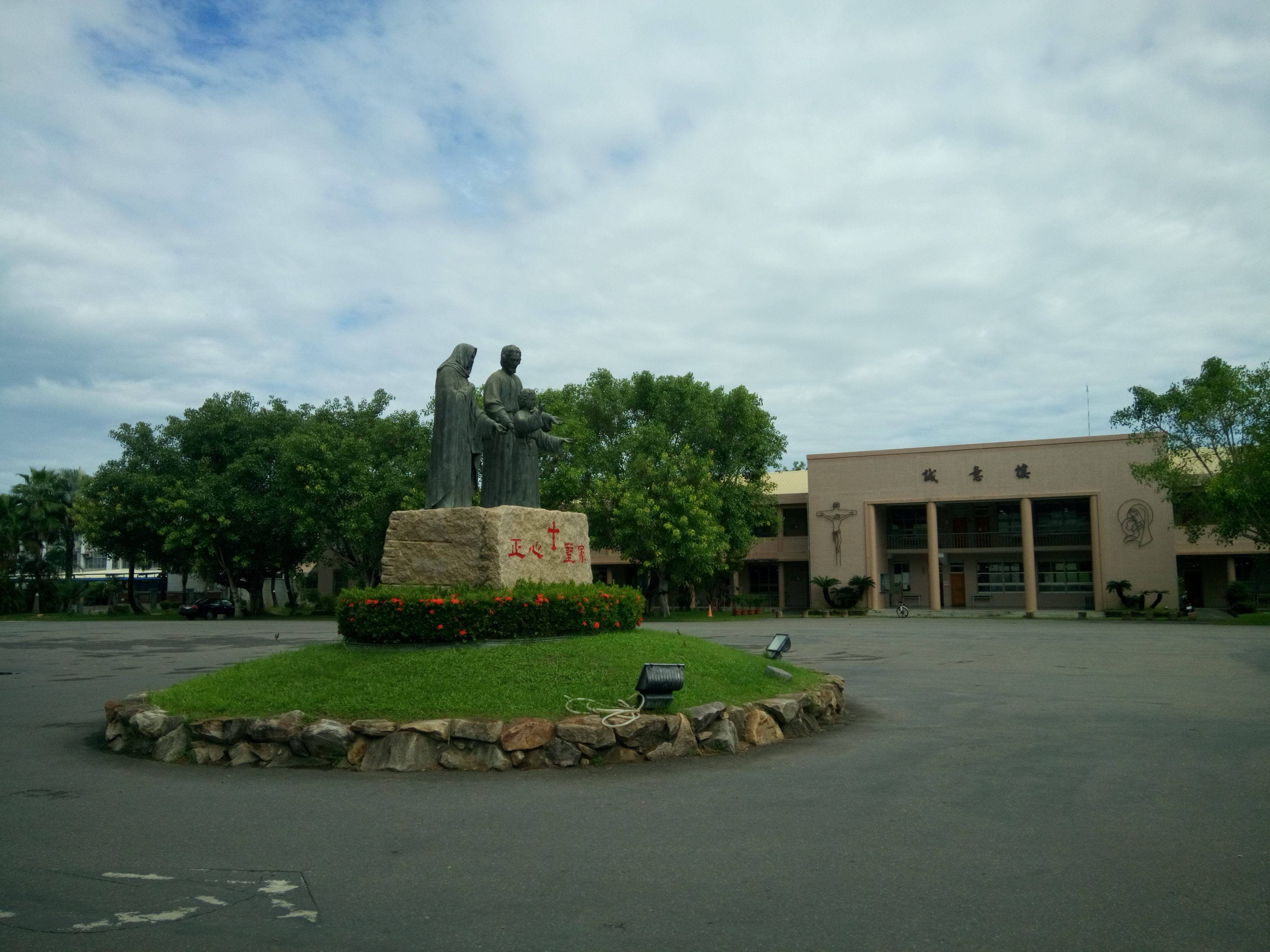
誠意樓前聖家像
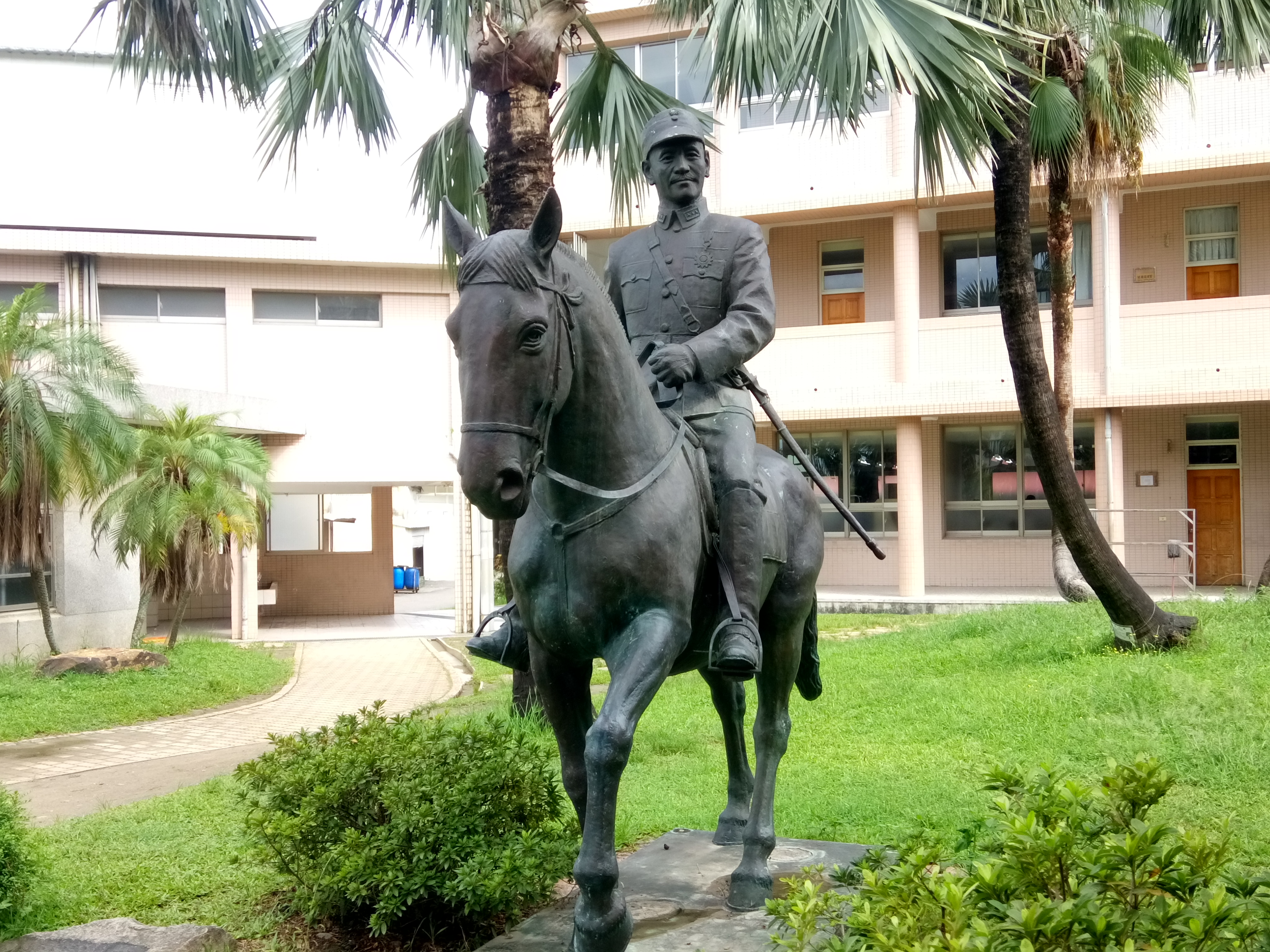
現今之蔣公戎裝騎馬銅像
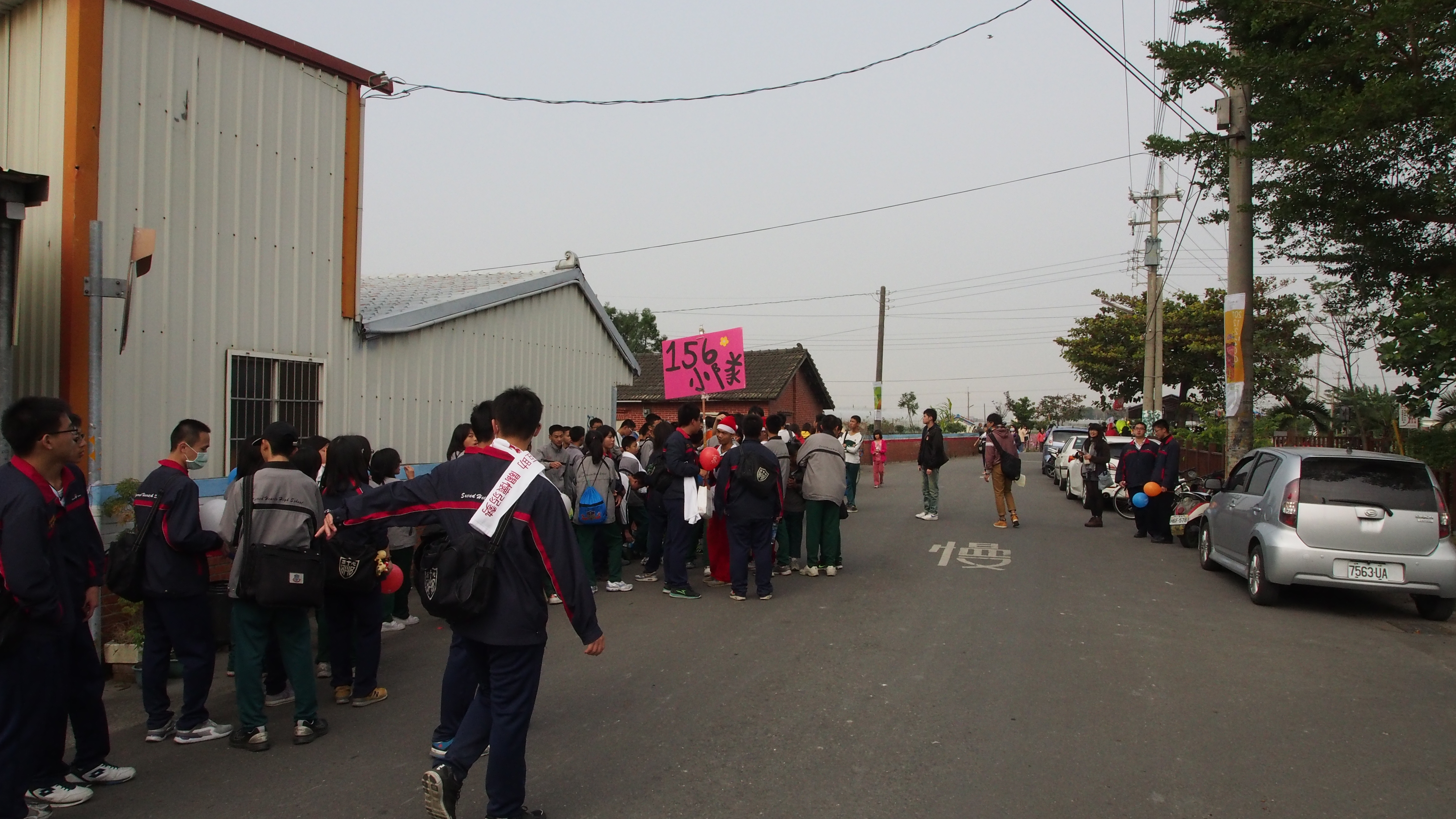
仁愛健行

## 備註
1. ↑  現行校訓為「敬天愛人」此四字，但正心堂內有「敬天愛人、正心誠意」字樣。可見過去校訓先後有過「正心誠意」、「敬天愛人」等。
2. ↑  有耶穌聖心與聖母聖心兩顆心，所以是Hearts

## 外部連結
- 官方网站
- 正心高級中學的Facebook專頁